# 悲伤圆舞曲
《悲傷圓舞曲》（Valse triste），Op. 44, No. 1，是芬蘭作曲家让·西贝柳斯的短小管弦乐作品。該作品原本是西贝柳斯为他的姐夫阿尔维德·耶内费尔特1903年的戏剧《死亡》创作的配劇音樂的一部分。現今多將本曲作為獨立管絃樂作品演出，本曲也算是西貝流士其中一首代表作，演出次數相對較多。
西贝柳斯为《死亡》共創作了六首乐曲。本曲為第一首，配以「緩慢的圓舞曲速度—有點堅決」（Tempo di valse lente-Poco risoluto）的標示。1904年，西贝柳斯修改了本曲，並於4月25日在赫尔辛基演出，同時更名為「悲傷圓舞曲」。

## 出版
該作品最初的版本並沒有被流傳下來。反而布赖特科普夫与黑特尔音乐出版社於1905年將西貝流士的改編後版本，以「作品第44號」的名義出版；後來又因西貝流士把第三首及第四首配劇音樂合併成為新的作品《鶴之情景》（Scene with Cranes），並編為作品44第2首，於是《悲傷圓舞曲》亦變成為作品44第1首。

## 配器[2]
本曲採用了較為精簡的管絃樂團，主要以絃樂團為主，其他樂器要到樂曲中段起才加入。
- 木管樂器：1長笛、1 A調單簧管
- 銅管樂器：2圓號
- 敲擊樂器：定音鼓 1 個
- 絃樂器：第1小提琴（另結尾部份需要有4位獨奏）、第2小提琴、中提琴、大提琴、低音提琴